# Max Silbermann
Max Silbermann (* 18. Januar 1896 in Ehrenberg bei Kriebstein; † 5. Februar 1968 ebenda) war ein deutscher Politiker (KPD). Er war Abgeordneter des Sächsischen Landtages.

## Leben
Silbermann, Sohn eines Brauers, arbeitete als Gärtner und Kürschner. Von 1914 bis 1918 leistete er als Soldat Kriegsdienst im Ersten Weltkrieg. 1919 trat er der Unabhängigen Sozialdemokratischen Partei Deutschlands (USPD) bei und wurde 1921 Mitglied der Kommunistischen Partei Deutschlands (KPD). Von 1924 bis 1930 war er Betriebsratsvorsitzender und stand 1926 an der Spitze des Fabrikarbeiterverbandes in Waldheim. Silbermann war Mitglied der Bezirksleitung Erzgebirge-Vogtland der KPD und ab 1929 Sekretär ihres Unterbezirks Döbeln-Riesa. Silbermann wurde am 18. Juni 1931 Abgeordneter des Sächsischen Landtages.
Am 9. März 1933 wurde er im Landtag zusammen mit der Stenotypistin der KPD-Landtagsfraktion, Fräulein Gimmer, verhaftet. Er blieb bis Anfang September 1935 als sogenannter „Schutzhäftling“ in verschiedenen Konzentrationslagern. Nach seiner Entlassung wurde Silbermann unter Polizeiaufsicht gestellt. 1936 übersiedelte Silbermann nach Süddeutschland und leistete dort illegale Arbeit gegen das NS-Regime. 1942 wurde er erneut verhaftet und inhaftiert. 1944 bekam er im Elsass Kontakt zur Résistance. Silbermann war 1945/46 zunächst KPD-Funktionär in Baden, kehrte aber 1947 in seine sächsische Heimat zurück. Er war einige Zeit Sekretär des Kreisvorstandes Döbeln der Vereinigung der gegenseitigen Bauernhilfe. Er wohnte bis zu seinem Tode in seinem Geburtsort.